# Klima-, Energi- og Forsyningsministeriet
Klima-, Energi- og Forsyningsministeriet (förkortat KEFM) är ett ministerium i Danmark. Det har funnits i olika former sedan 2007, då regeringen Anders Fogh Rasmussen III tillträdde efter folketingsvalet 2007. Ministeriet tog över ansvarsområden från Miljøministeriet och Transport- og Energiministeriet.
Det hette ursprungligen Klima- og Energiministeriet och Connie Hedegaard var dess första minister. När hon blev EU-kommisionär ersattes hon 2009 av Lykke Friis. Efter folketingsvalet och regeringsskiftet 2011 bytt ministeriet namn till Klima-, Energi- og Bygningsministeriet och Martin Lidegaard blev ny minister. Det övertog i samband med detta administrationen av statens kontorsegendomar från Finansministeriet, administrationen av universitetsbyggnader från Ministeriet for Forskning, Innovation og Videregående Uddannelser och hantering av byggärenden från Erhvervsministeriet.
Efter folketingsvalet och regeringsskiftet 2015 fick ministeriet åter nytt namn och ny minister. Det nya namnet var Energi-, Forsynings- og Klimaministeriet. I samband med detta gick byggfrågorna över till Transport- og Bygningsministeriet, medan ministeriet fick nya områden från Miljøministeriet och Erhvervs- og Vækstministeriet. Lars Christian Lilleholt tog över som minister. Ministeriet fick sitt nuvarande namn 2019, under regeringen Mette Frederiksen I, då Dan Jørgensen blev ny minister. Sedan 2022 är Lars Aagaard minister som en del av regeringen Mette Frederiksen II.
Myndigheten ska 1) utveckla grunden för en grön omställning i Danmark och globalt, 2) utveckla ramarna för framtidens gröna, effektiva och säkra försörjningssektor och 3) skapa auktoritativ data och kunskap för bra beslut.

## Underliggande myndigheter
- Energistyrelsen
- Geodatastyrelsen
- Klimadatastyrelsen
- DMI
- GEUS
- Forsyningstilsynet
- Energinet
- Klimarådet[7]